# Vanina (film, 1922)
Pour les articles homonymes, voir Vanina.
Pour plus de détails, voir Fiche technique et Distribution.
Vanina (Vanina, Die Galgenhochzeit) est un film allemand muet réalisé par Arthur von Gerlach, sorti en 1922. Il s'agit d'une adaptation de la nouvelle Vanina Vanini de Stendhal.

## Synopsis
Le gouverneur de Turin mate une révolte. L'un des révolutionnaires n'est autre que l'amoureux de sa fille. Mais celle-ci arrivera trop tard pour le sauver.

## Fiche technique
- Réalisation : Arthur von Gerlach
- Scénario : Carl Mayer, d'après la nouvelle de Stendhal Vanina Vanini
- Durée : 68 minutes

## Distribution
- Asta Nielsen : Vanina, la fille du gouverneur
- Paul Wegener : le gouverneur de Turin
- Paul Hartmann : Octavio, le jeune révolutionnaire
- Bernhard Goetzke : un prêtre